# Carlos Andrés Medrano Pernett
Carlos Andrés Medrano Pernett (26 de junio de 1988, Colombia) es un futbolista colombiano que juega como volante y su último equipo fue el Monagas SC de la Primera División de Venezuela.

## Monagas Sport Club
Comienza a jugar en el futbol venezolano con el Monagas SC para el 2016.

### Torneo Apertura 2016
Fue fichado por el Monagas Sport Club a mediados del mes de marzo del 2016 y su primer partido fue ante el Aragua FC, el cual finalizó con un empate. Para el 3 de abril del mismo año, anota su primer gol con el Monagas SC ante el Zulia FC empatando el partido a 2. Antes de comenzar el Torneo Clausura 2016 el jugador es retirado del Monagas SC.